# エールフランス8969便ハイジャック事件
エールフランス8969便ハイジャック事件（エールフランス8969びんハイジャックじけん）は、1994年12月24日にエールフランスの旅客機が、武装イスラム集団（GIA）によってハイジャックされた事件。
武装イスラム集団は、この事件をアメリカ同時多発テロ事件に先立つ大規模テロ作戦と捉えていたとされ、また特殊部隊によるテロリスト犯鎮圧としては稀に見る成功例となった。

## 事件の概要

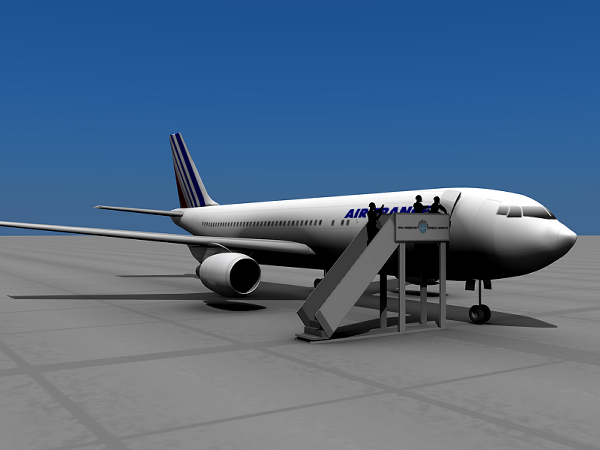
ハイジャック機に突入するGIGN。

事件当時のアルジェリアは内戦状態にあり、同国を飛ぶ航空機は撃墜される危険性があった。したがって現地のフランス人の帰国の足を確保するために運航されたエールフランス機の乗員は、みな志願した者たちであった。
1994年12月24日11時15分、アルジェのウアリ・ブーメディアン空港からフランス・パリのオルリー空港へ向かうエールフランス8969便（エアバスA300B2-1C 機体番号：F-GBEC）は、乗客220人と乗員12人を乗せ、離陸の準備をしていた。そこに突如、アルジェリアの大統領警護警察を装った4人組の男が乗り込んできて、窓のブラインドを閉じるように指示した。そして、乗客のパスポートをチェックし、所持品をビニール袋へ入れるように指示して来た。8969便が出発しないので、空港当局は不審に思い、「ニンジャ（Ninja）」と呼ばれるアルジェリア軍の特殊部隊をエアバス機の周囲に配置した。ハイジャック犯は、「アルジェリア航空」のロゴの入った作業服を脱ぎ捨て、隠し持っていたAK-47、UZI、手製の手榴弾を振りかざし、便を乗っ取った事を宣言した。さらに、彼らは20本以上のダイナマイトを機内に持ち込んでおり、コックピットに1束、客席中央部に1束置かれ、起爆装置で繋がれた。犯人らは客室係の制服に着替え、扮装した。また、乗客を男女別々の座席に分け、女性客と女性乗務員にショールを被らせた。
アルジェリアの内務相が空港に到着し、犯人との交渉が始まった。犯人グループは機長を通じてイスラム救国戦線 (FIS)の2人の指導者の釈放を要求した。FISは1992年以降、アルジェリアでは非合法組織とされ、この2人も自宅軟禁にされていた。一方、内務相はもし政府と交渉したいのなら子供と老人をまず解放するように説得した。その頃、フランス内務省でも危機管理チームが発足していた。エドゥアール・バラデュール首相や政府高官は、みなクリスマス休暇から呼び戻された。アルジェリア政府はニンジャを使った強攻策を主張したため、フランス政府は苦しい外交交渉を続けた。
ハイジャック発生から2時間後、犯人は機長を通じて、旅客機を取り囲むニンジャを撤収させ、8969便を離陸させるよう要求した。しかし受け入れられなかったために、犯人は機体を爆破すると警告した。また、乗客の中にアルジェリアの警官が一人いることに気づき射殺、遺体を滑走路に投げ捨てた。次に、乗客の中からアルジェリアのベトナム大使館に勤務するベトナム人男性を選び出し射殺した。犯人に対するベトナム人男性の反抗的態度が怒りを買ったとされる。
フランス政府は、機体がフランスのもので乗客の多くがフランス人であるとして、アルジェリアに対して自国の特殊部隊を派遣することを提案するが、アルジェリア政府に拒絶される。夜になって8969便には照明が当てられた。この間、フランス政府は国家憲兵隊治安介入部隊（GIGN）の投入を決定、スペイン政府からスペインのマヨルカ島に出動させる許可を得た。これはアルジェリアに一番近いためであった。GIGNはパルマ・デ・マヨルカ空港に移動する間にエアバスA300に習熟し、急襲作戦を練り上げた。その頃、アルジェリア政府は最終的にフランスの協力を拒否すると通告した。
クリスマスの翌25日、パリに戻ったバラデュール首相は、ここでアルジェリアの武装イスラム集団に潜入させている諜報員から緊急連絡を受け、このハイジャックの目的は、エールフランス機をパリ市街に墜落させることにあると知った。
乗客の一部を解放するよう促す交渉で、女性や子供、それに病人の63人が解放されたが、依然170人以上が残った。犯人は、アルジェリア人乗客のさらなる解放には同意したが、フランス人乗客の解放は拒んだ。アルジェリア当局はナイトビジョンを用いて機内の犯人の首謀者を特定し、その母親を連れてきて説得工作を開始した。しかし、犯人はこれに激昂し、銃を乱射したうえで飛行機を離陸させなければ30分おきに乗客を殺すと警告、なおもアルジェリア当局が離陸を許可しなかったため、3人目の犠牲者としてアルジェリアのフランス大使館に勤めるシェフが殺された。このことでフランス政府はアルジェリア政府に対して8969便をフランスに向け離陸させるように圧力をかけた。その結果、ハイジャック発生から39時間が経過した際、8969便の離陸許可がアルジェリア当局から下りる。しかし、補助動力装置をこの間ずっと稼動させていたため、8969便にはパリまでの燃料は残されていなかった。犯人側は「マルセイユまで飛べるか」と機長に確認、マルセイユ・プロヴァンス空港まで飛行して、そこで給油することとなった。
26日未明、8969便はマルセイユに着陸しようとしていた。このときマヨルカで突入作戦の訓練を完了していたGIGNが既に空港に隣接する空軍基地に移動して待ちうけていた。3時33分、8969便は空港に着陸、フランス当局は故意に8969便をターミナルから最も遠い滑走路に着陸させ、空港の隅に誘導した。
犯人は27トンの燃料給油を要求、しかし、マルセイユからパリまでは9トンもあれば十分であることから、燃料を満載にしてパリ中心部に突入させるという犯人側の狙いが確認された。既にフランス当局はマルセイユから8969便を一歩も出さない決定を行っていた。午前8時、犯人側は9時40分までに離陸させるように要求、フランス当局は給油だけでなく食糧や水の補充などで時間を稼いだ。交渉人は、犯人側に機内で記者会見し政治声明を出したらどうかと促し、これに犯人側も同意。マスコミを入れるために機内前方を空けるように説得した。これは、GIGNの突入に備えて乗客を機体後部に隔離するためだった。その間、GIGNは空港職員を偽装して接近、8969便のドアが完全にロックされていないことに気づいた。GIGNは窓に盗聴器を設置、それにより犯人の位置関係を完全に掌握、GIGNは陽が落ちるのを待った。マスコミが現れないので犯人は苛立って機長に8969便を移動させるように命令、機体を管制塔やターミナルの方に移動させた。これは機内に持ち込んだ爆弾をたのみにした犯人の意図だったが、この行動はGIGNにとって予想外の事態だった。GIGNは急遽編成を組み直し、狙撃手を管制塔に配備しコックピットを狙わせた。11人ずつのチームが2つ編成され、それぞれが左側後部ドアから突入し、さらに8人編成の第3のチームが右側後部ドアから突入する作戦を立てた。GIGNの作戦の狙いは犯人たちをコックピットに隔離することだった。
午後5時、当局は給油作業を一方的に中止し、これに怒った犯人側はコックピットに現れ、4人目の犠牲者を物色し始めた。犯人たちはドアを開け滑走路に銃を乱射、機内アナウンスでコーランを詠み始めた。さらに、交渉人が管制塔にいると思った犯人側は、コックピットから管制塔に向けて銃を乱射し始めた。犯人側の銃撃が始まったことにより突入が決まり、タラップが機体に近づけられた。それに気づいた犯人が発砲、その時、GIGNの2チームが後部ドアから機内へなだれ込んだ。GIGNの催涙弾・閃光手榴弾が炸裂、犯人も手製手榴弾の1つを爆発させたが、被害は軽微だった。GIGNは人質となっている乗客に伏せるよう指示、ファーストクラス付近で激しい銃撃戦が始まった。その間に副操縦士はコックピットの窓から飛び降りた。コクピット内の人質がいなくなったことにより、管制塔からは狙撃手がコックピットの犯人をピンポイントで狙撃し始めた。GIGNは安全を確保した乗客を機体後部の非常用シュートで脱出させた。この時点で4人の犯人のうち3人が射殺され、最後の1人はコックピットに立てこもった。銃撃戦は20分続いたが、最終的に残りの1人も射殺された。機内にいた154人のうち13人、乗員3人、GIGN隊員9人が負傷した。隊員の負傷者のうち1人は重傷であったが、一命を取り留めた。

## 事件後
機体は銃撃戦で激しく損傷しており、15年という経年機であることもあり、登録を抹消されて解体された。8969便は欠番となり、3543便または7667便へと便名が変更された。
事件終結直後、武装イスラム集団はアルジェリアにいたカトリックの神父4人を報復として殺害した。その内3人はフランス人であった。また、武装イスラム集団の指導者は、8969便をエッフェル塔に突入させる計画だったことを認めた。
8969便の乗客の大半はアルジェリア人であり、これは犯人にとって予想外のことであった。犯人のリーダーは、アブドル・アブドラ・ヤヒアという名の25歳の男で、アルジェ近郊で八百屋を経営し窃盗を繰り返していた。

## 本事件を扱っているテレビ番組・映画
- 『メーデー!:航空機事故の真実と真相』第2シーズン第3話「HIJACKED」
- 『BBC AGE OF TERROR Episode3 The Paris Plot』
- 映画『フランス特殊部隊 GIGN』（原題:L'Assaut）
- 『奇跡体験!アンビリバボー』（フジテレビ系、2012年10月18日放送分）
- 『実録世界のミステリー』（テレビ東京系、2013年1月7日放送分）
- 『トリハダ（秘）スクープ映像100科ジテン』（テレビ朝日系、2014年10月3日放送分）
- 『真相！昭和の事件史』（テレビ朝日系、2017年8月27日放送分）
- 『ワールド極限ミステリー』（TBS系、2019年12月25日放送分）